# Grotea athenae
Grotea athenae là một loài tò vò trong họ Ichneumonidae.